# Helgi Jónsson
Helgi Jónsson, född 11 april 1867 i Rangárvallasýsla, död 2 april 1925 i Reykjavik, var en isländsk botaniker. 
Helgi avlade magisterkonferens i Köpenhamn 1896 och disputerade för doktorsgraden 1910 på avhandlingen Om Algevegetationen ved Islands Kyster. Han var verksam som lärare i Reykjavik och företog omfattande resor på Island för att studera landets vegetation. Han skrev en rad avhandlingar om Islands flora, såväl dess landvegetation som dess havsalger, bland annat om vegetationen i Öst- och Sydisland och på Snæfellsnes (i "Botanisk Tidsskrift"). Havsalgerna var hans specialitet och han gav betydande bidrag till kännedomen om Islands havsalger (dels i "Botanisk Tidsskrift", dels i "The Botany of Iceland"). Förutom på danska och engelska författade arbeten publicerade han en mängd artiklar på isländska, dels originalavhandlingar, dels bearbetningar och populära skildringar. Han översatte flera danska botaniska verk till isländska och skrev på detta språk flera läroböcker.
Auktorsnamnet Jónss. kan användas för Helgi Jónsson i samband med ett vetenskapligt namn inom botaniken; se Wikipediaartiklar som länkar till auktorsnamnet.